# سرخس آبی آفریقایی
سرخس آبی آفریقایی با (نام علمی: Bolbitis heudelotii) که به نام‌های سرخس خزنده و سرخس کنگو نیز شناخته می‌شود سرخس آبی آفریقایی بومی مناطق نیمه گرمسیری و گرمسیری آفریقا، از غرب اتیوپی تا سنگال و از پایین تا شمال آفریقای جنوبی است.

## کشت
این گیاه در داخل آکواریوم به دمای آبی بین ۲۰ تا ۲۸ درجه سانتیگراد و آبی خنثی تا نسبتاً اسیدی محدوده pH 5.0-7.0 نیاز دارد. طیف وسیعی از سطوح نور را تحمل می‌کند و در آب جاری بهترین رشد و عملکرد را دارد.
این گونه اغلب به عنوان یک گیاه میانی در آکواریوم‌های آب شیرین گرمسیری استفاده می‌شود. تکثیر آن از طریق تقسیم و قلمه زدن از ریزوم امکان‌پذیر است.
اینگونه به نظر می‌رسد سرخس آبی آفریقایی نسبت به شلوغی و فضولات ماهی حساس است. بهتر است به جای کاشت مستقیم در بستر، روی یک تکه چوب کاشته شود. CO 2 اضافی رشد آن را تقویت کرده و در یک موقعیت نسبتاً سایه به بهترین شکل رشد می‌کند.
اما در مجموع گیاهیست که رشد کندی دارد.